# Tam Chun Hei
Tam Chun Hei (chinesisch 譚進希; * 2. August 1993) ist ein Badmintonspieler aus Hongkong. 

## Karriere
Tam Chun Hei nahm 2009, 2010 und 2011 an den Badminton-Juniorenweltmeisterschaften teil. 2010 und 2011 stand er im Hauptfeld der Hong Kong Super Series, 2011 und 2012 im Hauptfeld der Macau Open. Beim German Juniors 2012 belegte er Rang drei. Bei der Badminton-Asienmeisterschaft 2013 schied er in der ersten Runde aus.